# Parasybra griseovaria
Parasybra griseovaria är en skalbaggsart som beskrevs av Stefan von Breuning och Chûjô 1968. Parasybra griseovaria ingår i släktet Parasybra och familjen långhorningar. Inga underarter finns listade i Catalogue of Life.